# Bekishe

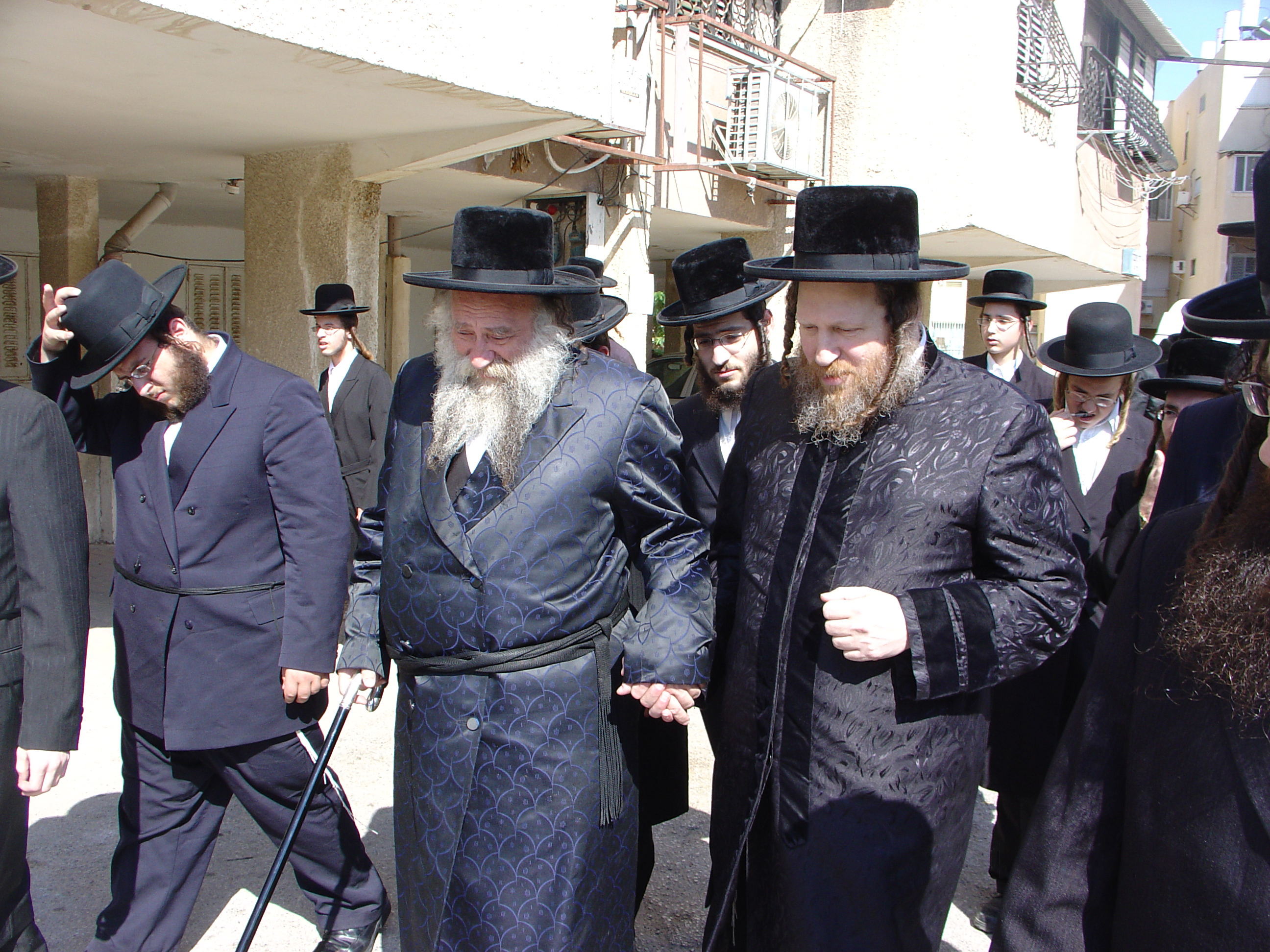

A bekishe a kaftán haszid zsidó neve, melyet eredetileg – a 18. században – egyaránt viseltek zsidók és lengyel nemesek. A haszid mozgalom tagjai máig őrzik a stetl öltözködését, hogy megkülönböztessék magukat a modern világ öltözködési kultúrájától. A sábát napi (szombati) öltözék része a prémes strájmli (kalap), fekete kaftán és a fehér zokni. A bekise fekete selyemből, újabban poliészterből készül.